# Bythocyprididae
Bythocyprididae is een familie van kreeftachtigen uit de klasse van de Ostracoda (mosselkreeftjes).

## Geslachten
- Anchistrocheles Brady & Norman, 1889
- Bythocypris Brady, 1880
- Bythopussella Warne, 1990
- Orlovibairdia McKenzie, 1977 †
- Zabythocypris Maddocks, 1969